# ساندي مكمان
ساندي مكمان (بالإنجليزية: Sandy McMahon)‏ هو لاعب كرة قدم بريطاني (وحمل سابقاً جنسية المملكة المتحدة لبريطانيا العظمى وأيرلندا) في مركز الهجوم، ولد في 16 أكتوبر 1870 في اسكتلندا في المملكة المتحدة، وتوفي في 25 يناير 1916 في غلاسكو في المملكة المتحدة. لعب مع نادي بارتيك ثيسل ونادي بيرنلي ونادي سلتيك ونادي هيبرنيان ونوتينغهام فورست.

## مسيرته الكروية
لعب ساندي مكمان خلال مسيرته الاحترافية مع نادِ واحدٍ في ثلاثة عشر موسمًا وسجل خلالها 131 هدف ضمن 177 مباراة. حيث فاز في ثلاثة مواسم بالكأس وفي أربعة مواسم بالدوري.
خاض ساندي مكمان مسيرته مع نادي سلتيك في موسم 1890–91 ليلعب معه ثلاثة عشر موسمًا، مشاركًا في 177 مباراة سجل خلالها 131 هدف.

## وصلات خارجية
- ساندي مكمان على موقع ناشيونال فوتبول تيمز (الإنجليزية)